# 張月兒
張月兒（1907年—1981年），原名張幗雄，祖籍廣東順德謝村，著名香港粵曲女伶及電影女演員。1930年代前後，因擅唱粵曲平喉而與小明星、徐柳仙及張蕙芳合稱粵曲歌壇界「平喉四大天王」、「平喉四傑」。:4-5

## 生平
11歲跟從樂師徐桂福學習。13歲開始在香港登臺演唱。她的代表作是《歌姬同樂宴瓊林》。適逢唱片業崛起，上海及香港各唱片公司為她錄製唱片，包括了《蝶迷》、《花月留痕》、《口花花》、《狗肉父老》、《遊子悲秋》、《愛花情果》、《鶯鶯酬柬》、《拜金花》、《難兄難弟》、《字花廠尋妻》等唱片。後來請了音樂撰曲家何少霞寫成《一代藝人》，名震一時，風頭一時無兩。她的「月兒腔」特色在於音量雄厚，音域寬，可同時唱男女對答的粵曲，唱來生動活潑。她擅唱諧曲，還能以生旦醜淨末多種行當聲腔去刻畫人物性格特點，故有“鬼馬歌后”之稱。
張月兒出身書香世家，作詩填詞亦有一定水準。

## 代表作
- 粵曲《一代藝人》：此曲的主題是紀念1935年去世的影星阮玲玉[4]，歌詞中包含了多部阮玲玉生前主演的電影名稱，包括《野草閒花》、《桃花泣血記》、《新女性》、《玉堂春》、《故都春夢》、《神女》、《人生》等[3]。後有宣稱取材自此曲的同名電影《一代藝人》（1941年上映），亦由張月兒主演，但電影中她飾演的歌女鳳姑[5]，與阮玲玉的經歷毫不相似。

## 外部連結
- 鬼馬歌王張月兒 （页面存档备份，存于）
- 張月兒在香港影庫上的簡介
- 張月兒在互联网电影资料库（IMDb）上的資料（英文）
- 張月兒在豆瓣上的资料（简体中文）